# Don Baird
Don Baird, född 29 maj 1951, är en australisk friidrottare. Han deltog vid olympiska sommarspelen 1976.